# نذير الماجد
نذير الماجد كاتب سعودي شيعي من محافظة القطيف بالمملكة العربية السعودية ينتمي للتيار الليبرالي. مارس الكتابة عن الشئون الدينية الشيعية والسلفية، وانتقد التصعيد الطائفي بين الطرفين.

## مقالاته
يمارس الكتابة في المواقع الالكترونية الشهيرة وهي متنفسه الوحيد للكتابة. لاقت بعض مقالاته عاصفة من التذمر في الأوساط الدينية الشيعية خاصة عندما وصف ما يمارسه السيستاني بالكهنوتية.
يكتب نذير الماجد في العديد من المواقع ومنها: شبكة راصد الإخبارية، الحوار المتمدن، آرام، دروب وغيرها من المواقع الثقافية والفكرية.

## بيان المثقفين الشيعة
في العام 2008 م كان أحد المثقفين الشيعة الموقعين على بيان الـ 11 مثقف شيعي، والذي دعوا فيه إلى تغيير بعض المفاهيم الشيعية وانتقدوا فيه بعض العقائد مثل ولاية الفقيه، وطالبوا بعدم الإساءة للخلفاء الراشدين. شاركه في البيان عدد من المثقفين الشيعة مثل: رائد قاسم وطالب المولي وأحمد الكاتب وأحمد المهري وعلي جابر السلامة ومحمود العلي وجعفر البحراني وآخرون.

## اعتقاله
اعتقل نذير الماجد في أبريل 2011 م من مقر عمله في مدرسة في مدينة الخبر، وذلك على خلفية كتابته مقال يدعم فيه حق التظاهر بعنوان (انا احتج...اذن انا ادمي) وتم تفتيش منزله في الوقت نفسه من قبل رجال الأمن. لاقى خبر اعتقاله صدى واسعا في الأوساط الثقافية والدينية والحقوقية.